# Varieté (película)
Varieté es una película muda alemana de 1925 del género dramático dirigida por Ewald André Dupont, protagonizada por Emil Jannings y producida por la UFA. Está basada en la novela El juramento de Stephan Huller de 1912, escrita por Felix Hollaender.

## Argumento
La película comienza en una cárcel, donde el preso número 28, Boss Huller (Emil Jannings), es llamado por el director de la prisión porque su esposa ha pedido clemencia. Lleva diez años preso por asesinato. Boss comienza a contarle su historia al director.
Él era un famoso trapecista que sufrió un accidente y desde entonces dirigía un espectáculo de bailarinas en circos junto a su esposa (Maly Delschaft), en Hamburgo. Acoge en su casa a una joven inmigrante, a la que le da el nombre de Berta-Marie (Lya De Putti), y hace que se una a su espectáculo. Ambos se enamoran y huyen, dejando atrás a su esposa y a su hijo. Posteriormente conocen a un impresario que les dice que está buscando trapecistas que se unan al famoso artista Artinelli (Warwick Ward). Los tres crean un número de trapecistas de gran éxito en el teatro Wintergarten de Berlín.
Berta-Marie y Artinelli comienzan una relación. El rumor de la infidelidad se expande y Boss lo descubre por accidente en un bar. Los celos lo empujan a asesinar a Artinelli en un duelo de cuchillos y se entregó a la policía. La película acaba con la liberación de Boss de la cárcel.

## Reparto
- Emil Jannings como Boss Huller
- Maly Delschaft como la esposa de Boss.
- Lya De Putti como Berta-Marie.
- Warwick Ward como Artinelli.

## Producción
El productor fue Erich Pommer, quien en primer lugar pensó en ofrecerle la dirección a F. W. Murnau, pero finalmente se la otorgó a Dupont. Parte de las personas que trabajaron en el año anterior, 1924, en El último, dirigida por Murnau, realizaron también esta película. Entre ellos se incluyen Emil Jannings, el propio productor y el director de fotografía Karl Freund. Por ello, Varieté se considera habitualmente como una continuación de los avances y experimentaciones de El último.
Destaca el empleo de la entfesselte Kamera («cámara desatada»). También se utilizan con frecuencia ángulos de cámara muy extremos, primeros planos, efectos ópticos e incluso colocar las cámaras sobre trapecios balanceándose. Según declaró el director en el periódico The New York Times, llegaron a inventar nuevos dispositivos para grabar todos los ángulos del teatro.

## Recepción e influencia
Varieté fue censurada en los Estados Unidos y se eliminó todo el primer rollo de película, la parte de la historia que tiene lugar en Hamburgo.
La película fue uno de los pocos largometrajes alemanes de la época que tuvieron éxito en los Estados Unidos y tuvo buena recaudación y excelentes críticas.
Una de las escenas contiene la primera representación del hockey sobre monociclo que se conoce.

## Restauración
Entre 2014 y 2015, la fundación Friedrich Wilhelm Murnau realizó una restauración de la película. Anteriormente, existían varias versiones de la película de diferente procedencia. Principalmente se realizó en base a una copia en positivo de la Biblioteca del Congreso de los Estados Unidos, de 79 minutos y procedente del negativo original. Otras escenas se obtuvieron del museo del cine de Múnich y del MoMA de Nueva York. Los intertítulos en alemán se extrajeron del archivo fílmico de Austria, aunque muchos tuvieron que ser reconstruidos en base a la lista contenida en los documentos de la oficina de censura. La película restaurada tiene una duración de 91 minutos, mientras que el original duraba 123, por lo que 32 minutos permanecen perdidos.
La banda sonora de esta versión fue compuesta por el pianista Stephen Horne y el percusionista Martyn Jacques, miembro del grupo The Tiger Lillies. Recibió críticas mixtas.

## Otras versiones
En 1931, Dupont realizó una nueva versión de la película titulada Salto Mortale, esta vez con sonido.